# Alberto Campo Baeza
Pour les articles homonymes, voir Baeza (homonymie).
Alberto Campo Baeza, né en 1946 à Valladolid en Espagne, est un architecte espagnol et professeur à l'École technique supérieure d'architecture de Madrid de 1986 à 2017. Il prend sa retraite en 2017.
Il a notamment participé au mouvement architectural minimaliste.

## Biographie
Alberto Campo Baeza est né à Valladolid en 1946. Son grand-père, Emilio Baeza Eguiluz, était architecte municipal du Círculo de Recreo de Valladolid.
Il étudie l'architecture à l'Université polytechnique de Madrid, où il obtient un master en 1971 et un doctorat en 1982. Il enseigne par la suite à diverses universités, dont entre autres l'École polytechnique fédérale de Zurich, l'École polytechnique fédérale de Lausanne, University of Pennsylvania.

## Distinctions
Il a été décoré de la Médaille Heinrich-Tessenow en 2013, de la Medaglia d'oro dell'architettura (it) et du RIBA International Award (en).